# Ingvar Tiveskog
Martin Alf Ingvar Tiveskog, född 14 mars 1927 i Tiveds församling, Skaraborgs län, död 3 januari 1992 i Gävle, var en svensk trädgårdsarkitekt. 
Tiveskog, som var son till hemmansägare Julius Persson och Agda Andersson, studerade vid Västerhaninge folkhögskola 1949–1951, vid Kungliga Lantbruksakademiens trädgårdsskola 1951–1953 och vid Kunstakademiets Arkitektskole i Köpenhamn 1960–1962. Han var trädgårdsbiträde vid Bergianska trädgården i Stockholm 1949, praktiserade i Basel 1950, vid Södertälje stads parkavdelning 1951, var assistent hos trädgårdsarkitekt Samuel Kaldén i Karlstad 1953, trädgårdsarkitekt hos trädgårdsarkitekt Walter Bauer i Stockholm från 1954 och sedermera stadsarkitekt i Gävle kommun. Han företog studieresor till Italien, Frankrike och Spanien. Han skrev artiklar i facktidskrifter.